# Trío para clarinete, violonchelo y piano

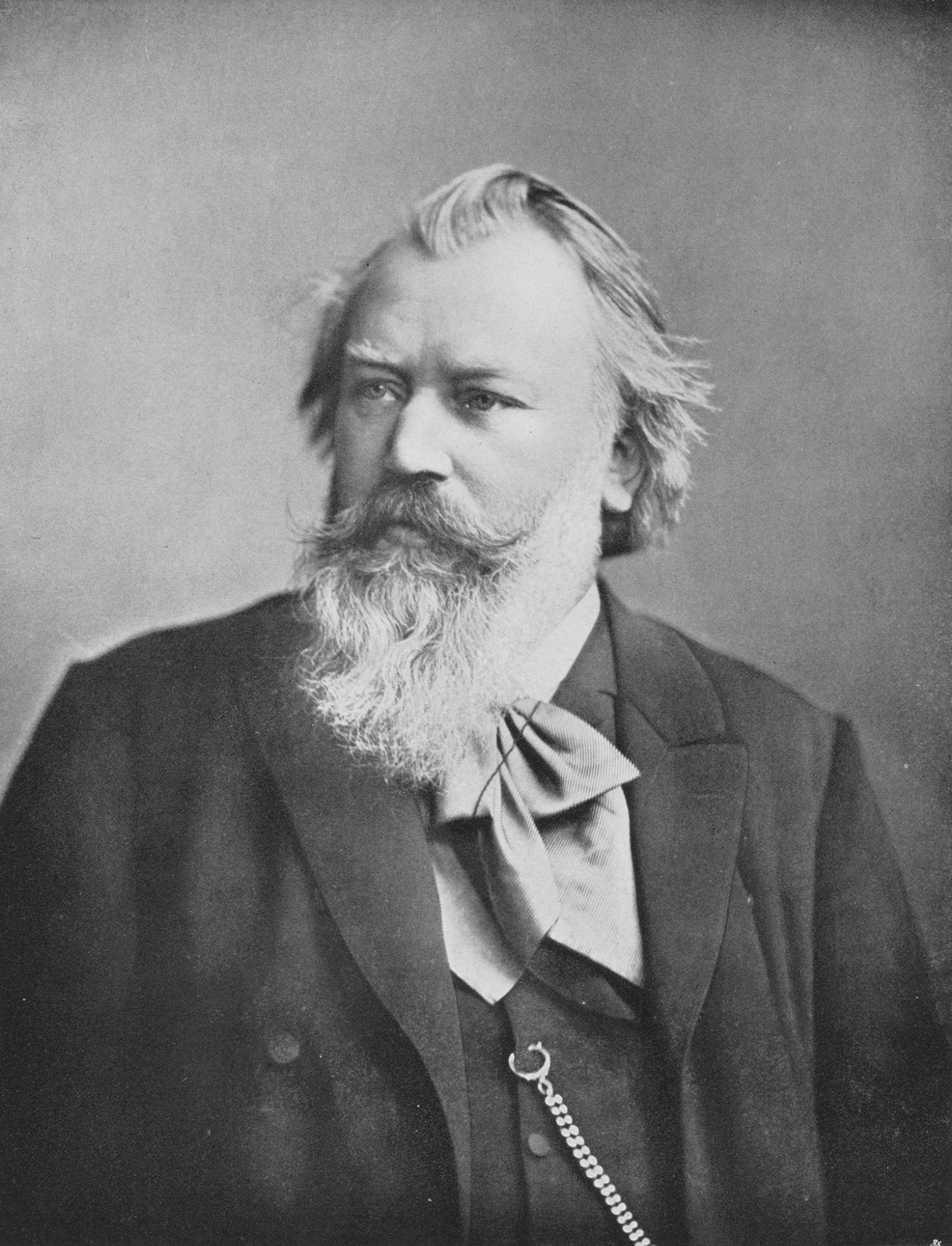
Brahms en 1889.

El Trío para clarinete en la menor, Op. 114 es una pieza camerística para clarinete, violonchelo y piano compuesta por Johannes Brahms en 1891. La partitura está dedicada al clarinetista Richard Mühlfeld.

## Historia

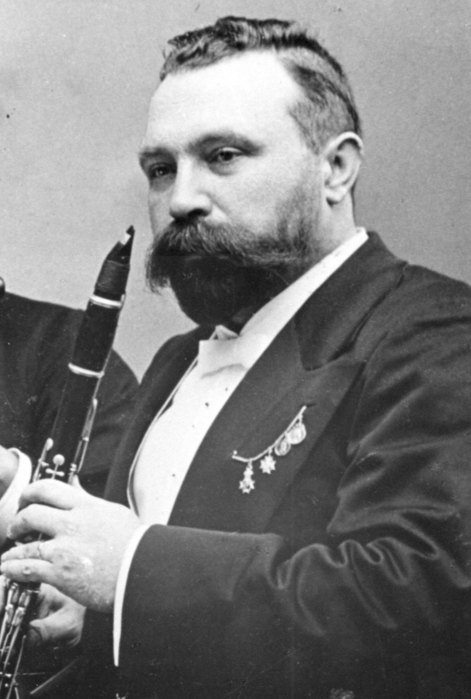
Richard Mühlfeld.

### Composición
La obra pertenece a la última etapa de la producción del compositor. A principios de 1890 Brahms pensaba retirarse con la publicación de la versión revisada Trío para piano n.º 1 Op. 8, pero durante su estancia en Bad Ischl en 1891, conoció a Richard Mühlfeld, el gran clarinetista de la orquesta de la corte de Meiningen cuyo dominio del clarinete Ottensteiner y sonido propio le hizo a Brahms abandonar la idea de retirarse. Marcado por este encuentro, compuso el Trío para clarinete Op. 114, el Quinteto para clarinete Op. 115 y las dos sonatas para clarinete Op. 120. 
Este trío es la primera de las cuatro composiciones de música de cámara que dedica al clarinete, en las que el compositor "reduce las dimensiones pero incrementa la densidad de lo que quiere decir". Estas cuatro piezas marcan una nueva concepción del instrumento y su función en la música de cámara. Son 23 números de Opus en un conjunto de 122 los que dedica a la música de cámara; una posición similar a la que ocupa la música para piano solo. Esta es la única obra que tiene para la formación de clarinete, violoncelo y piano, lo cual denota el gusto de Brahms por las combinaciones de instrumentos poco habituales. También hay una adaptación hecha por el propio compositor para viola en lugar de clarinete. Según Colin Lawson, el Trío Op. 11 de Ludwig van Beethoven fue un importante precursor del Trío Op. 114 de Brahms.
Brahms reanimó la música de cámara después de la muerte de Robert Schumann, que había sido uno de los mayores maestros en el género, y la definió para la última parte del siglo XIX. Durante 40 años, desde el Trío Op. 8 (1854) hasta las sonatas para clarinete Op. 120 (1894), se crea una recopilación de 25 obras completas que es posiblemente la mayor después de Beethoven. Por lo que ocupó un lugar muy importante dentro de la producción de Brahms. 

### Estreno y publicación
El estreno de la obra se celebró el 12 de diciembre de 1891 en Saal der Singakademie en Berlin con la interpretación de Richard Mühlfeld en el clarinete, Robert Hausmann al violonchelo y el propio compositor al piano. Después de una primera interpretación del trío en la casa solariega de Meiningen para un círculo de amigos, Brahms, Mühlfeld y Hausmann interpretaron el trío durante una de las “tardes de conciertos” organizadas por el cuarteto Joachim en Berlín en 1892. Hausmann fue un violonchelista alemán que estrenó el Doble concierto y otras obras de Brahms, así como algunas de Max Bruch.
La primera publicación de la pieza fue llevada a cabo por el editor Nikolaus Simrock en marzo de 1892 en Berlín.

## Estructura y análisis
La pieza consta de cuatro movimientos:
- I. Allegro
- II. Adagio
- III. Andantino grazioso
- IV. Allegro

Ivor Keys ve un posible paralelismo entre ideas del Doble concierto Op. 102 y el trío. Por una parte, en las 2 obras tenemos las mismas tonalidades en los 2 primeros movimientos, y por otra, hay un tema en común en el primer sistema (C. 1-4) al que le sigue otro (C. 4-12) tocado por el clarinete que muestra una clara afinidad con el segundo tema del concierto, aunque en el concierto se emplea el tema con carácter distinto al del trío (donde se utiliza en modo menor y con mucha más frecuencia), siendo el tema principal. 

### I.Allegro
El trío empieza con un solo de chelo en el registro de tenor con un tema que en las tres primeras notas -que forman un acorde arpegiado de la menor- contiene el plan tonal de las consiguientes tres tonalidades de la exposición (la menor, do mayor y mi menor). No solo las tonalidades, sino que también la base motívica de cada grupo temático subsiguiente está relacionada con este principio. (No es de extrañar entonces que Brahms prescinda de hacer una reexposición).
El segundo tema, un periodo con antecedente y consecuente que empieza en el compás 44, se presenta en la mediante y empieza con el acorde arpegiado descendente de la menor y con la idea que ha introducido el piano en los compases 4-5 y que ahora, en el antecedente, sirve también como la base del acompañamiento del piano a la melodía del chelo. Este proceso temático continúa en el consecuente (C. 52-62). Ahora el piano y el clarinete unen fuerzas para tener la melodía (que empieza con mi do la sol); mientras tanto el chelo, empezando con la cuerda do, toca la inversión  de la misma idea (do mi sol la) y con esto anticipa la melodía con la que termina la exposición (empezando con mi sol si do).
La melodía que cierra esta sección (C. 67 ss.) y que aparece en la tonalidad de la dominante menor, como el segundo tema, se ve reflejada en el acompañamiento, y no solo anticipa la vuelta del propio tema en mi menor después de la doble barra (C.83), sino que tiene un papel todavía más grande dentro de la forma compacta de la obra: Siguiendo la tríada ascendente inicial (mi sol si) esta melodía continua con una cadena de terceras descendentes y sextas ascendentes. Si el tema inicial de la cuarta sinfonía representa el ejemplo más famoso del estilo personal brahmsiano, el finale de la obra ofrece el más extenso: Compases 77-88 despliegan una cadena de no menos de 32 eslabones o conexiones (pasando del clarinete al piano), que viene seguida de otra cadena que empieza en el compás 97 y está formada por otras 15 conexiones que pasan del chelo al clarinete.

### II.Adagio
Según Keys, en este movimiento, las técnicas de variación y extensión del compositor logran una gran gama de expresividad en un todo conciso y coherente. El punto culminante, que estaría en los compases 42-44, resuelve de una manera novedosa en Brahms: el clarinete y violoncelo bajan en octavas y luego hay una reexposición reducida de todo lo anterior. Esta no es la resolución típica que tenía Brahms hasta entonces.

### III.Andantino grazioso
En el tercer movimiento nos esperaríamos un scherzo, pero en lugar del scherzo, tenemos una andante grazioso con el carácter de los valses del liebeslieder, es decir, el carácter de los länder (las danzas montañesas y rústicas del sur de Alemania y Austria, que se bailaban en un lento compás de tres tiempos y en las que los bailarines giraban continuamente en el sitio). No sería, por tanto, de extrañar que a más de un coetáneo de Brahms se le dibujase una sonrisa al escuchar este movimiento. 
El länder se hace especialmente evidente a partir de la doble barra del compás 113, el länder suele tener un acompañamiento de semicorcheas (el clarinete) y la melodía con figuración de negras (El chelo).

### IV.Allegro
El cuarto y último movimiento es similar al primero, sobre todo en cuanto a forma, construcción y tratamiento temático se refiere. La indicación de compás vuelve a ser binaria, pero tenemos varios cambios de compás tanto con la misma como con diferente subdivisión (cosa que no había sucedido hasta ahora). Por ejemplo en los compases 36-56 tenemos 2/4, 6/8 (C. 38), 9/8 (C.40). Pero esta sensación de inestabilidad rítmica o de figuras rítmicas desplazadas, en definitiva de emiolas constantes, no es nueva de este movimiento, sino que es una característica del lenguaje compositivo de Brahms y lo hemos podido ver en los otros movimientos (cc. 22-24 mov. I; cc.37-40 mov. II; cc. 41-48 mov. III).

## Influencia
Pocos años después de la aparición del trío en la menor, el joven compositor vienés Alexander von Zemlinsky (luego profesor de Arnold Schönberg) hizo un trío con clarinete en re menor. En 1896 esta pieza ganó el tercer premio en el concurso “Wiener Tonkünstlerverein”. Al año siguiente, por una generosa recomendación de Brahms a Simrock (su editor), el trío en re menor fue publicado como el Op. 3 de Zemlinsky.
El joven compositor recordó después “como aún entre mis colegas [en aquellos días] se consideraba particularmente loable el hecho de componer de la manera más Brahmsiana posible" De hecho, la emulación del estilo brahmsiano está por todos lados en el trío de Zemlinsky. Y durante la obra, Zemlinsky se esfuerza en desarrollar y desplegar sus temas mediante la técnica preferida por Brahms del desarrollo por variación. 
En este trío encontramos signos de una realidad que Hugo Leichtentritt formuló en 1922: “Sobre 1880, toda la música de cámara en Alemania está de alguna manera en deuda con Brahms". Para poner esta valoración con algo de perspectiva, debemos tener en cuenta que el conservador Max Bruch había muerto solo dos años antes de que Leichtentritt formulase la frase y tres antes de que Schoenberg completase sus primeras composiciones dodecafónicas. Y lo que es aún más notable; que los estilos tan diferentes y con tan poca relación entre sí como son los de Bruch y Schoenberg no se puedan entender sin una referencia significativa a Brahms.
Con todo esto, volvemos al asunto del contexto y la recepción. Deberíamos saber más sobre la música de Bruch y los compositores de su índole, composiciones correctas en el sentido académico de la forma, la armonía, las bellas melodías… de la música que se interpretaba en las instituciones. Solo entonces podremos empezar a valorar el logro de Brahms sobre los estándares de sus propios días, clasificando aquellos rasgos de estilo que pertenecían a su propio lenguaje de los que eran más generalizados.